# Varvekjaure
Varvekjaure är en sjö i Arjeplogs kommun i Lappland och ingår i Piteälvens huvudavrinningsområde. Sjön har en area på 0,195 kvadratkilometer och ligger 796,3 meter över havet. Varvekjaure ligger i Sulitelma Natura 2000-område.

## Delavrinningsområde
Varvekjaure ingår i det delavrinningsområde (743968-153052) som SMHI kallar för Mynnar i Lairojåkkå. Medelhöjden är 999 meter över havet och ytan är 43,97 kvadratkilometer. Det finns inga avrinningsområden uppströms utan avrinningsområdet är högsta punkten. Lappajåkkå som avvattnar avrinningsområdet har biflödesordning 3, vilket innebär att vattnet flödar genom totalt 3 vattendrag innan det når havet efter 349 kilometer. Avrinningsområdet består mestadels av kalfjäll (75 procent). Avrinningsområdet har 0,58 kvadratkilometer vattenytor vilket ger det en sjöprocent på 1,3 procent. Delavrinningsområdet täcks till 21,98 procent av glaciärer, med en yta av 9,6706 kvadratkilometer.